# Архимандрит Симеон (Биберџић)
Симеон (световно Слободан Биберџић; Столац, 3. мај 1924 — Манастир Добрићево, 20. септембар 2009) био је архимандрит Српске православне цркве и игуман Манастира Добрићево.  

## Биографија
Архимандрит Симеон (Биберџић) рођен је 3. маја 1924. године у Стоцу, од благочестивих и побожних родитеља Пере Биберџића и мајке Боринке. Приликом крштења је добио име Слободан.
Монашки пут започиње у Цетињском манастиру, 1938. године где долази као искушеник. Замонашен је 5. јуна 1942. године у Цетињском манастиру, од стране митрополита црногорско-приморскога господина Јоаникија (Липовца), добивши монашко име Симеон. Рукоположен је у чин јерођакона а потом у чин јеромонаха исте 1942. године од митрополита црногорско-приморскога Јоаникија.
По благослову митрополита Јоаникија 1942. године прелази у Епархију захумско-херцеговачку и приморску, где је по одлуци епископа захумско-херцеговачкога господина Николаја (Јокановића), постављен за пароха столачкога у Стоцу, и ту остао до 1992. године. Године 1992. гоњен вихором рата, напушта столачку парохију и одлази у Манастир Острог. Из острошке светиње, благословом тадашњег епископа захумско- херцеговачког Атанасија (Јевтића), 1993. године долази у Добрићево.
Постављен је 10. марта 1993. године за старешину Манастира Добрићева код села Орах. Отац је био велики вјероучитељ, што у манастиру, што ван њега. Манастир Добрићево је у његово вријеме процвјетао, осим реновираних објеката игуман Симеон је обновио и сабор око Духова 19. маја. Отац Симеом је био и ктитор цркве на Шћепан Крсту код Стоца.
Упокојио се у Господу 20. септембра 2009. године у Манастиру Добрићево. Сахрањен је 22. септембра у својој манастирској капели Светог Георгија. Опијело су служили: Митрополит дабробосански Николај (Мрђа), епископ зворничко-тузлански Василије (Качавенда), епископ рашко-призренски Теодосије (Шибалић), епископ Николај умировљени Аљаски као и двојица домаћих епископа, Григорије (Дурић) и Атанасије (Јевтић). Владикама је саслуживало око седамдесет свештеника и свештеномонаха као и великог броја монахиња и народа.